# Sofie Wolfs
Pour les articles homonymes, voir Wolfs.
Sofie Wolfs, née le 15 avril 1981 à Kapellen, est une nageuse belge.

## Carrière
Au niveau national, Sofie Wolfs est championne de Belgique sur 50 m dos en 1997 et 1998, sur 100 m dos en 1997, 1998 et 2000 et sur 200 m dos en 1998.
Elle remporte aux Championnats d'Europe de natation 2000 la médaille d'argent du relais 4x100 mètres 4 nages avec Brigitte Becue, Fabienne Dufour et Nina van Koeckhoven.